# Elmira Minita Gordon
Dama Elmira Minita Gordon(30 de dezembro de 1930 - 1 de janeiro de 2021) foi uma educadora, psicóloga e política de Belize, que serviu como a primeira governadora geral de Belize desde sua independência em 1981 até 1993. Ela foi a primeira belizenha a receber um doutorado em psicologia. Ela é uma das poucas "damas duplas", tendo recebido damehoods em duas ordens separadas: a Ordem de São Miguel e São Jorge e a Ordem Real Vitoriana.
Ela é a primeira mulher a servir como governadora-geral na história da Commonwealth.